# Saint-Laurent-du-Mont
Saint-Laurent-du-Mont – miejscowość i dawna gmina we Francji, w regionie Normandia, w departamencie Calvados. W 2013 roku populacja ówczesnej gminy wynosiła 202 mieszkańców.
Dnia 1 stycznia 2019 roku połączono cztery wcześniejsze gminy: Cambremer oraz Saint-Laurent-du-Mont. Siedzibą gminy została miejscowość Cambremer, a nowa gmina przyjęła jej nazwę.